# Coenotephria vartianata
Coenotephria vartianata là một loài bướm đêm trong họ Geometridae.